# Мечеть Хісар
 Мечеть Хісар (тур. Hisar Camii; що означає «Фортечна мечеть») або мечеть Хісароню (Hisarönü Camii) — історична мечеть в Ізмірі, Туреччина. Її збудував османський намісник Айдиноглу Якуп-бей, який був беєм Ізміра між 1592 і 1598 роками. Мечеть XVI століття є однією з найбільших у центральній частині міста, а її інтер'єр містить один з яскравих зразків османського ісламського мистецтва в Ізмірі.

## Архітектура
Мечеть Хісар, яка вважається першою монументальною спорудою міста, була пошкоджена під час землетрусів 1813, 1868 та 1881 років.
Мечеть неодноразово піддавалася реставрації: роботи проводилися у 1813, 1870, 1881, 1890, 1927, 1938, 1985 та впродовж 2009–2011 років. Під час оновлення у 1813 році до фасаду будівлі було добудовано нартекс. Архітектурно мечеть складається з центральної молитовної зали, семикуполового нартекса та мінарету, розташованого на північному боці. Мінарет має круглу форму й один балкон, встановлений на кам’яній основі. Перше відновлення мінарету відбулося 22 травня 1890 року за ініціативи губернатора Ізміра Халіля Ріфата-паші. Після землетрусу 1927 року, який зруйнував старий мінарет, новий був швидко збудований губернатором Казимом Діриком-пашею. Його основа була прикрашена традиційною кутах’янською керамікою, характерною для того періоду. На воротах мінарету зберігся напис, що вшановує цю реконструкцію: «Збудовано за часів правління губернатора Ізміра мірліва Казима-паші (1343/1927)». Остання реставрація відбулась   між 2009 і 2011 роками, і мечеть була відкрита для богослужіння у п'ятницю, 11 березня 2011 року.
Головний купольний простір мечеті, розташований перед міхрабом у харімі (молитовній залі мечеті), має квадратну форму й оточений меншими купольними приміщеннями з трьох сторін. Будівля зведена з тесаного каменю та бутового каменю за квадратним планом. Центральний купол спирається на вісім масивних опор, відомих як "слонові ноги", і підтримується шістьма меншими куполами.
У молитовну залу веде вхід із західного боку через нартекс із трьома дверима. Сам нартекс перекритий сімома куполами, які тримаються на восьми мармурових колонах, з'єднаних округлими арками. Нещодавно його передню частину засклили. Усередині мечеті розміщено дерев’яну кафедру, оздоблену інкрустацією з перламутру, а міхраб має форму напівкруглої ніші, прикрашеної мальованими орнаментами XVIII–XIX століть.
На вхідних воротах міститься каліграфічний напис із 97-го аяту сури «Алі Імран»: «Хто ввійде туди, буде в безпеці» (وَمَنْ دَخَلَهُ كَانَ اٰمِناًۜ).
Капітелі колон аркади створюють враження, що їхній стиль запозичено з римської архітектури. Вони були розроблені та встановлені у своїй первісній формі під час зведення мечеті. Одну з таких капітелей, яка збереглася без подальшого оздоблення, можна побачити на колоні праворуч після входу до харіму, над жіночою галереєю. Існує припущення, що колони нартекса є одними з найдавніших архітектурних елементів у місті Ізмір.

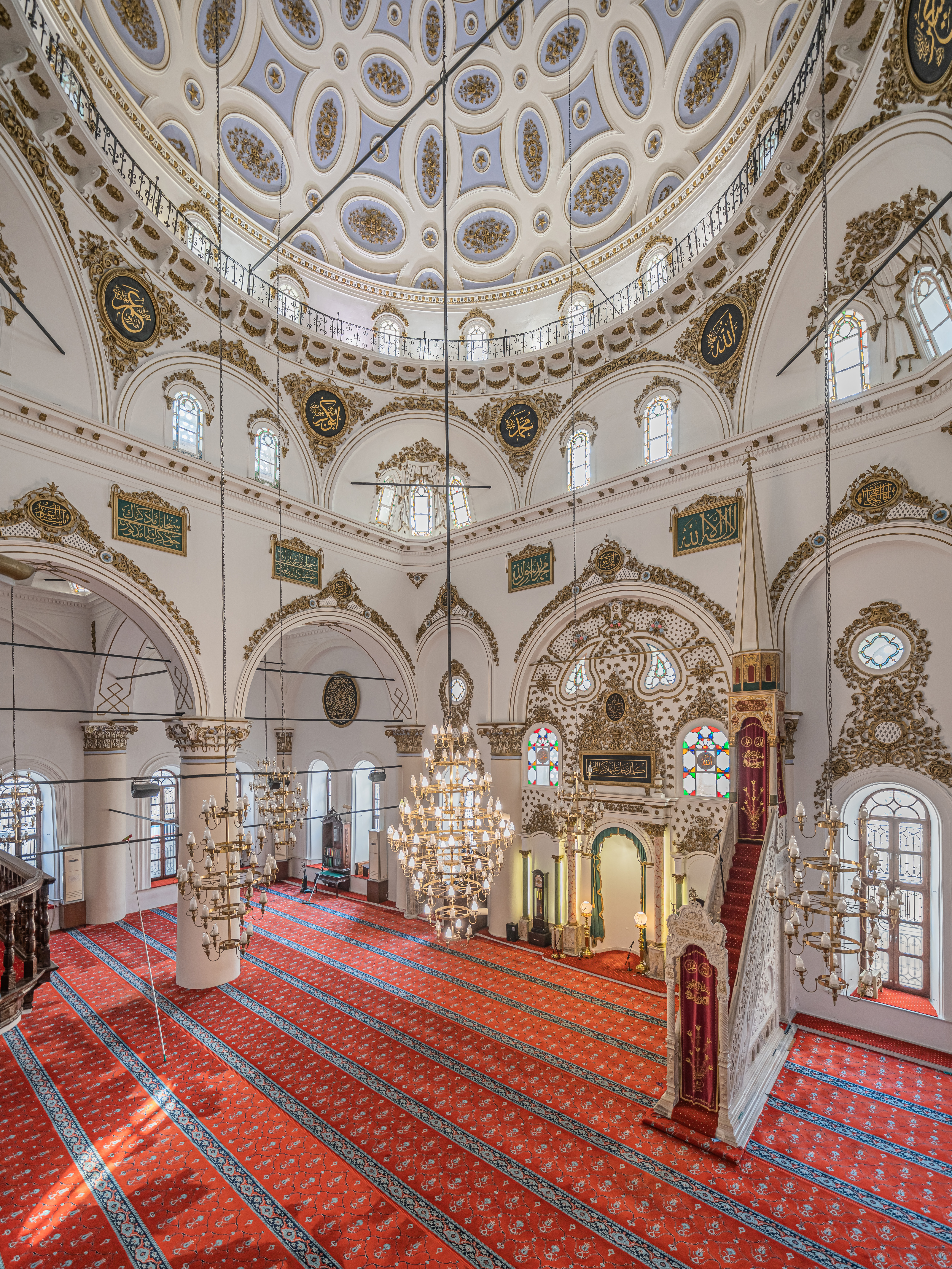
Інтер'єр мечеті Хісар
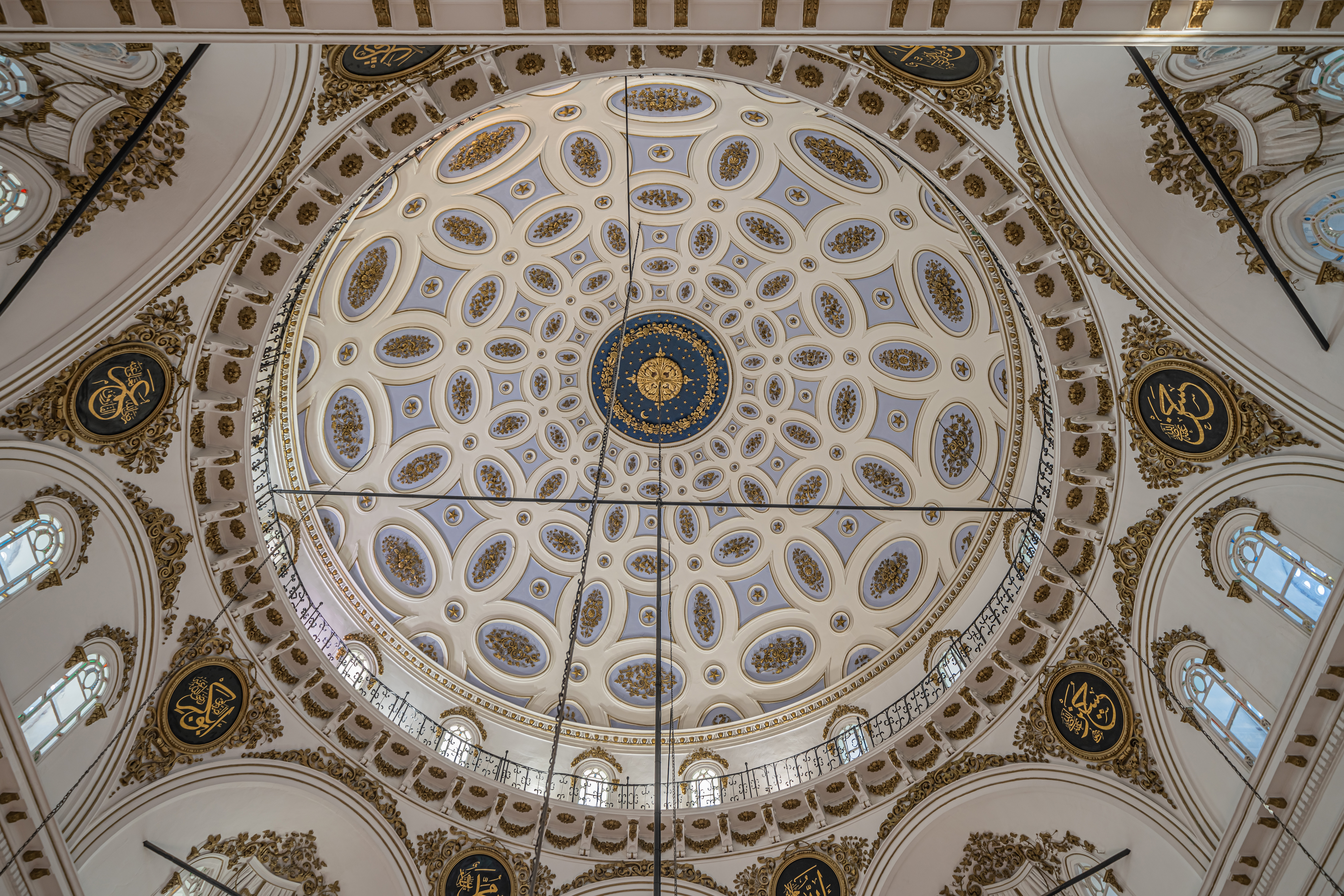
Інтер'єр купола
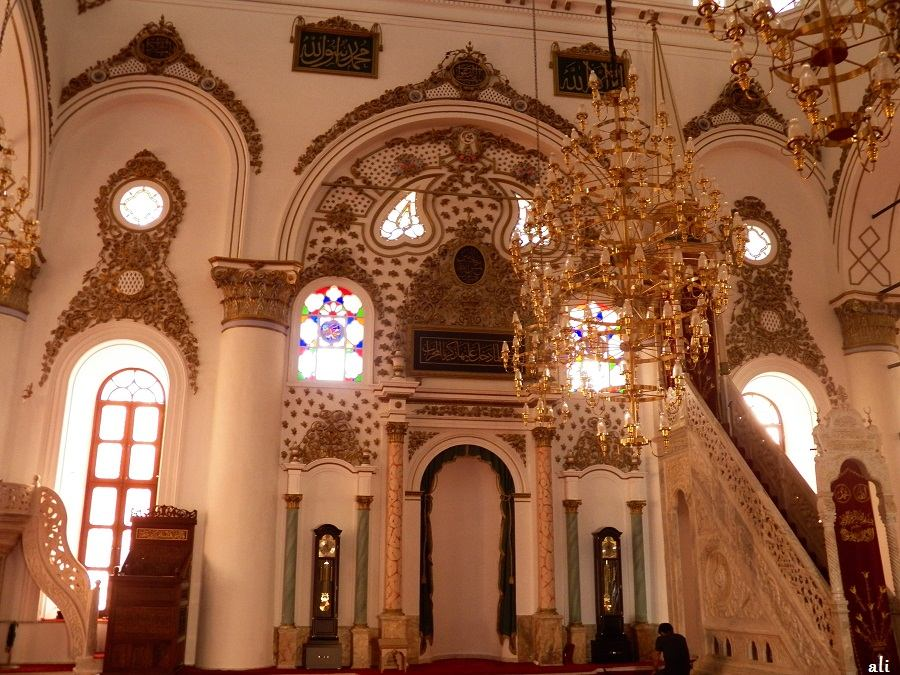
Міхраб мечеті